# Cyathula prostrata
| Classificação científica                                                                                      | Classificação científica |
| --- | ------------------------ |
| Reino: | Plantae                  |
| Clado : | Traqueófitas             |
| Clado : | Angiospermas             |
| Clado : | Eudicotiledôneas         |
| Ordem: | Caryophyllales           |
| Família: | Amaranthaceae            |
| Gênero: | Ciathula                 |
| Espécies: | C. prostrata             |
| Nome binomial                                                                                                 |                          |
| Cyathula prostrata (L.) Flor                                                                                  |                          |
| Sinônimos |                          |
| Lista de sinônimos - Achyranthes prostrata L. - Desmochaeta prostrata (L.) DC. - Pupalia prostrata (L.) Mart. |                          |

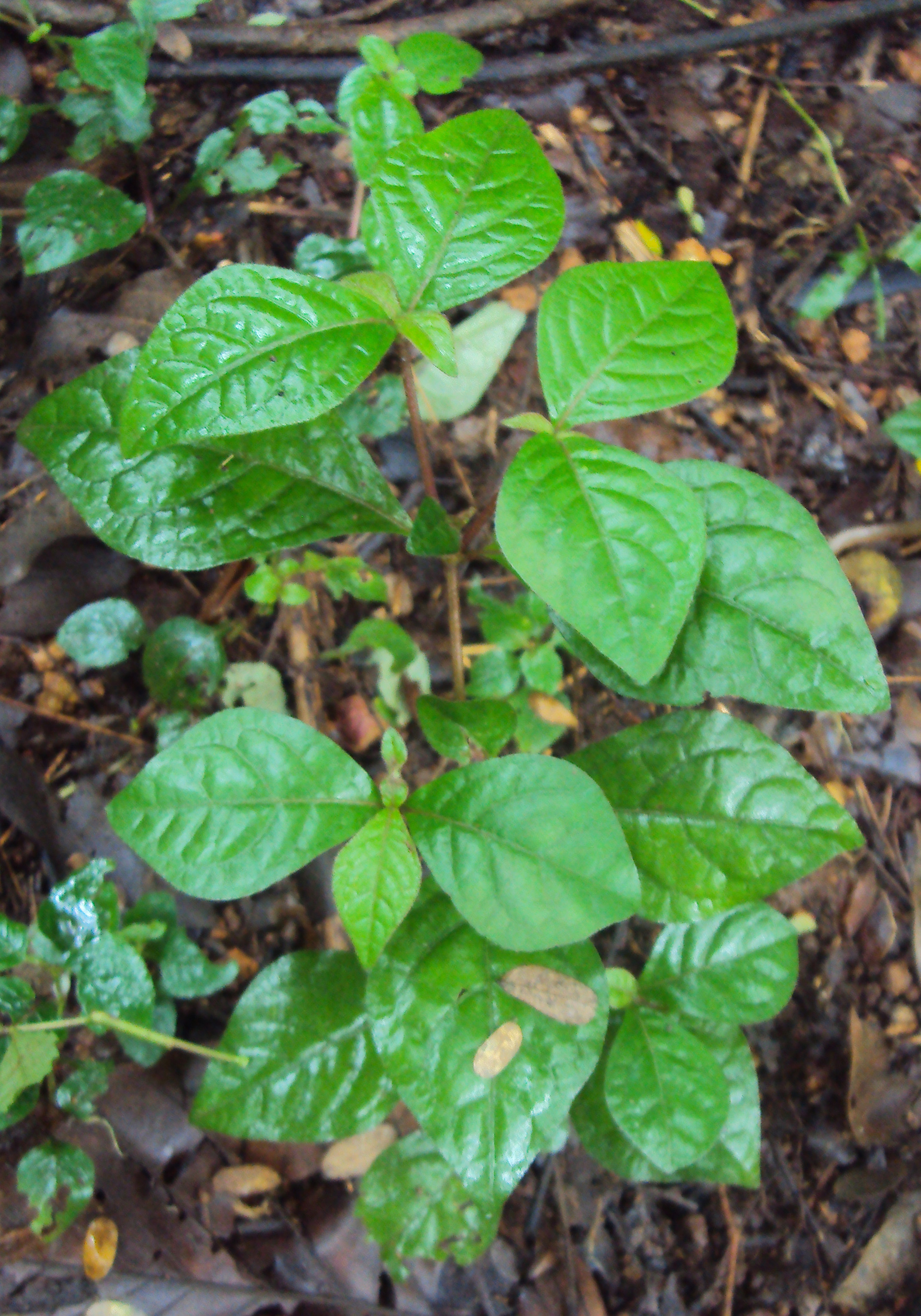
Cyathula prostrata

Cyathula prostrata é uma espécie de planta pertencente à família Amaranthaceae, amplamente distribuída em regiões tropicais e subtropicais. No Brasil, ocorre em diversos biomas, incluindo a Amazônia, Caatinga e Mata Atlântica. No estado do Maranhão, essa planta pode ser encontrada em áreas de vegetação nativa e em ambientes antropizados.

## Características
A Cyathula prostrata é uma erva perene de crescimento prostrado, com folhas opostas e inflorescências terminais em forma de espiga.[carece de fontes?] Suas flores são pequenas e agrupadas, com uma estrutura característica que facilita a dispersão das sementes. A planta é conhecida por sua resistência e capacidade de adaptação a diferentes tipos de solo.

## Distribuição e Habitat
A espécie ocorre naturalmente em diversas regiões do Brasil, incluindo o Nordeste. No Maranhão, pode ser encontrada em áreas de Cerrado e em formações florestais úmidas. Sua presença em diferentes ecossistemas demonstra sua versatilidade e importância ecológica.

## Usos e Importância
A Cyathula prostrata possui usos medicinais e é empregada na medicina tradicional em algumas regiões. Além disso, é utilizada como alimento para animais e pode ter aplicações na produção de sabão.[carece de fontes?] Seu papel ecológico também é relevante, pois contribui para a biodiversidade local e serve como planta hospedeira para algumas espécies de insetos.

## Conservação
Embora não seja considerada uma espécie ameaçada, a Cyathula prostrata pode ser impactada pela degradação ambiental e pela expansão agrícola. Estudos sobre sua distribuição e ecologia são importantes para garantir sua preservação e uso sustentável.